# 铜仁学院
铜仁学院为中华人民共和国贵州省铜仁市的一所公立高校。现有全日制本、专科生5700余人。
1978年，铜仁师范高等专科学校成立。2006年2月14日，升格为本科层次的铜仁学院。